# Burdel Dumas
El burdel Dumas era un burdel en la ciudad de Butte, situada al suroccidente del estado de Montana (Estados Unidos). El burdel fue fundado por los hermanos francocanadienses Joseph y Arthur Nadeau en 1890 y lleva el nombre de la propietaria nominal, Delia Nadeau, de doltera Dumas, que era la esposa de Joseph. Creció considerablemente a lo largo de los años, y los mineros empleados por las minas de cobre de Anaconda Copper a menudo solicitaban los servicios del establecimiento. Después de varios cambios de "madams" y la presión continua de las autoridades, el burdel cerró en 1982, descrito como "un comentario raro e intacto sobre la historia social". En el momento de su cierre, era el burdel en funcionamiento más antiguo de los Estados Unidos, habiendo funcionado años después de que se ilegalizara la prostitución. Después del cierre, el burdel cambió de manos varias veces y finalmente se convirtió en una atracción turística propiedad y administrada por una serie de residentes de Butte.

## Fondo
En la década de 1870, un grupo de mujeres, llamadas "damas de la línea", comenzaron a vender servicios sexuales en Park Street, en el norte de la ciudad de Butte. : 6  Cuando las carpas y chozas en la calle fueron reemplazadas por negocios legítimos algunos años más tarde, las "chicas de Park Street", como se las conocía, se mudaron al sur de la ciudad. A mediados de la década de 1880, había aparecido en la ciudad una variedad de salones de baile, casas de juego y salones. En 1888, la calle East Galena de Butte estaba llena de burdeles; de hecho, casi todos los edificios de la calle albergaban prostitución. Esta zona de la calle Galena se conocería como la "zona del crepúsculo". : 6  para estos establecimientos era el Casino Theatre, una mezcla de bar, salón de baile y burdel. A fines del siglo XIX, varios habitantes prominentes de Montana poseían burdeles en Butte, incluido Lee Mantle, que se convertiría en senador de los Estados Unidos, y Anton M. Holter, un rico hombre de negocios de Helena, la capital de Montana. : 6–8 
Dos hermanos francocanadienses, Joseph y Arthur Nadeau, eventualmente adquirirían la mayor parte de las propiedades en las áreas de prostitución de Butte, o "zona roja". Los hermanos construyeron un burdel en 1890 en 45 East Mercury Street y lo nombraron en honor a Delia Nadeau, de soltera Dumas, esposa de Joseph. A principios de siglo, había tres prostíbulos de lujo en Butte: el Hotel Victoria, el Hotel Windsor y el Dumas Burdel, también llamado Hotel Dumas. : 9–10 

## Descripción
El Dumas Brothel Museum es un edificio de ladrillo de dos pisos en el lado norte de la calle East Mercury en Butte. También incluye un sótano que contiene túneles clandestinos. Hay una adición de un solo piso que se agregó a la parte trasera de la estructura principal en 1912, y esto conduce directamente al infame "Callejón de Venus" revestido de ladrillos, que alguna vez fue el centro del distrito rojo de Butte. La estructura original cuenta con tragaluces abovedados originales, y el nivel superior está rodeado por un balcón interior, que aún ofrece una vista de pájaro para que los espectadores vislumbren las suites (o "nidos") de abajo. El sótano ofrecía un alojamiento mucho más básico y se construyó para conectar el Dumas con el corredor comercial de Butte a través de un sistema de túneles.
El burdel Dumas fue comprado por los nativos Michael Piche y Travis Eskelsen, quienes han estado trabajando para restaurar el edificio. Operan un museo y ofrecen recorridos por el burdel que comienzan cada primavera y duran hasta el otoño. Recientemente, han agregado una tienda de antigüedades y una tienda de regalos de recuerdos, con planes futuros que incluyen la apertura de un alojamiento y desayuno en el sitio. : 228  Después de la muerte de Piche en 2018, Eskelsen puso el edificio a la venta.

## Historia y operaciones
Se conocen escasos detalles sobre la historia temprana del burdel Dumas; sin embargo, dos primeros residentes de la casa enumeraron sus ocupaciones como "jugador" y "hombre de salón" en los registros del censo. En 1900, el burdel estaba ocupado por la señora Grace McGinnis, su sirvienta, una cocinera china y cuatro prostitutas. : 11  El costo del sexo en el burdel a principios del siglo XX era de cincuenta centavos, y las chicas trabajadoras recibían alrededor del 40 por ciento de esa cantidad. : 228  A pesar del tamaño del burdel, en 1902 Madame McGinnis solo tenía cinco chicas trabajadoras y un músico bajo su empleo. En 1903, los Dumas y negocios similares en el barrio rojo de Butte eran empresas inusualmente lucrativas. Estos negocios fueron frecuentados por mineros de la empresa minera local Anaconda Copper Mining Company. : 6  Ese año, el tráfico creció hasta un punto en el que las operaciones de Dumas tuvieron que expandirse, construyendo "nidos" (cubículos diminutos donde trabajaban las niñas) en el sótano de la casa. : 4–6, 15  Había varias formas en que los clientes potenciales podían acceder al burdel. Una puerta trasera del Dumas se abría a Pleasant Alley, cerca de South Wyoming Street, que era la sección más concurrida del semáforo en rojo de Butte. : 11  También se puede acceder a los nidos del sótano por una escalera desde la acera delantera. A pesar de que los Dumas operaban las 24 horas del día con varias mujeres en tres turnos, : 228  para 1910, se informó que solo dos mujeres vivían allí. En cambio, las prostitutas vivían en otras partes de Pleasant Alley y se trasladaban al burdel para sus turnos. En Butte, las actividades de las prostitutas de la ciudad se limitaban generalmente a Galena y Mercury Street. Desde las ventanas de sus nidos que daban a la calle, las mujeres atraían a posibles clientes mientras estaban en diferentes estados de desnudez. : 12  The Butte Miner, un periódico local, explicó cómo las chicas hicieron esto:

Con un abandono que no tiene rastro de pudor, estas mujeres se asoman a sus ventanas y dirigen el lenguaje más vil que se pueda imaginar a la gente que pasa por la calle, o bien se asoman audazmente a la vía pública y van de un sitio a otro.: 12 

El negocio de Dumas y otros similares fueron criticados por varias personas que buscaban reformar el barrio rojo. El reverendo William Biederwolf condenó a Butte como "el sumidero de vicio más bajo de Occidente" y que vio "suficiente vicio legítimo en Butte como para condenar las almas de todos los hombres y mujeres jóvenes". Biederwolf celebró servicios de avivamiento para los residentes que atrajeron a "aficionados, jugadores y habituales del barrio rojo". Sin embargo, el negocio local se benefició e incluso dependió del apoyo de las trabajadoras sexuales de las Dumas y otros establecimientos similares. Las prostitutas compraban sus vestidos en los pañeros locales, frecuentaban la tintorería de la ciudad y frecuentaban a los herbolarios chinos en busca de pociones anticonceptivas y remedios para las enfermedades venéreas. Para asegurarse de que sus operaciones no fueran obstaculizadas, las niñas de Dumas pagarían a la policía de la ciudad y al gobierno "multas" de cinco dólares. En lugar de cerrar o reubicar el barrio rojo, el alcalde y la policía de Butte ordenaron que las mujeres usen faldas más largas y blusas de cuello alto y que "se abstengan de toda exposición indecente". Después de que se pusieron en práctica estas ordenanzas, Butte Miner informó que "no se vio nada en el distrito excepto vestidos largos y caras largas. Lo que dicen las mujeres sobre el tema no es apto para publicación ". En 1910, la gente estaba solicitando al alcalde Charles Nevin que cerrara el distrito; con el distrito contribuyendo con dos mil dólares a las arcas de la ciudad cada mes, los esfuerzos finalmente murieron. : 13–16 
En 1913 se volvió a ampliar el burdel. Se agregó una estructura de un piso al edificio, aumentando el número de nidos en ocho; cuatro de los nidos añadidas se abrieron directamente a Pleasant Alley, en ese momento conocido como Venus Alley. : 228  Cuando los precios del cobre subieron, los más de 14 000 mineros de la ciudad experimentaron un aumento salarial de veinticinco centavos e inyectaron 6000 dólares adicionales en la economía de Butte. : 16  Los Dumas también experimentaron un repunte en el patrocinio. Como resultado del patrocinio adicional, el burdel agregó cinco particiones y una escalera en 1916, y la planta baja, que alguna vez fue un gran salón, se dividió en nidos. : 16 

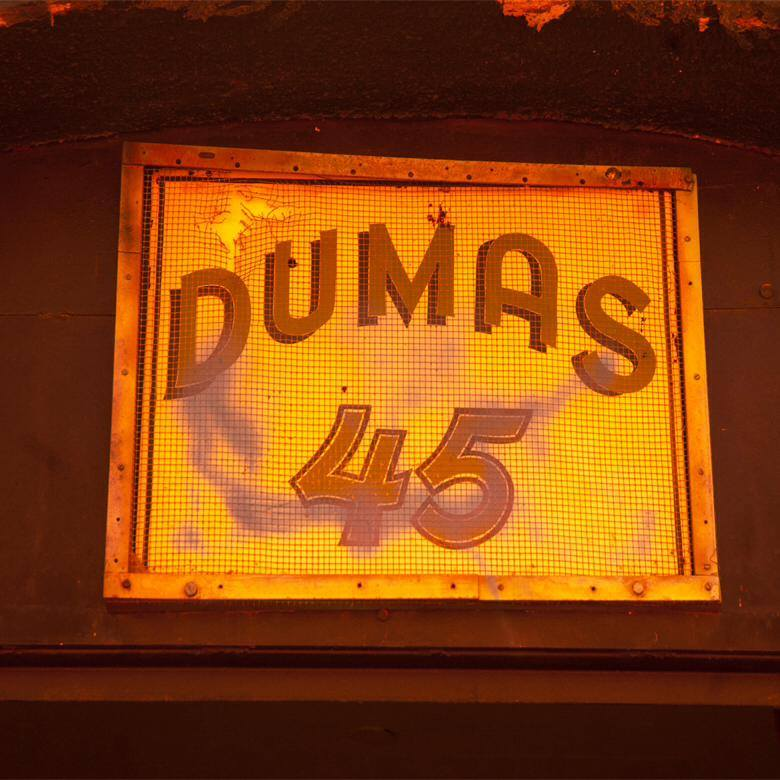
Signo del burdel de Dumas

La Primera Guerra Mundial y la Prohibición impulsaron a los legisladores locales a iniciar una ofensiva contra el barrio rojo de Butte; en 1917, el distrito estaba efectivamente cerrado. Los letreros que decían "Los hombres menores de 21 años se mantienen fuera" eran un lugar común, : 17  y en el siguiente censo, la prostitución había desaparecido por completo como profesión declarada en Butte. Sin embargo, los Dumas permanecieron en funcionamiento. En 1925, Anne Vallet comenzó a supervisar los Dumas para la familia Nadeau, y en la década de 1930, las operaciones habían pasado a Madam Rose Davis. En 1940, Lillian Walden y su esposo Dick comenzaron a administrar el burdel, elevando el precio del sexo en el burdel a 2 dólares. : 228  Tres años después, el gobierno de Estados Unidos ordenó el cierre de todos los burdeles para evitar la propagación de enfermedades venéreas entre los soldados en la Segunda Guerra Mundial. : 17  En respuesta, los Dumas comenzaron a operar de manera aún más furtiva, ahora bajo el disfraz de ser una pensión. El "escaparate" se abandonó por completo y se instaló una pesada puerta de acero en la parte trasera del Dumas con una pequeña ventana corredera; los clientes solo obtendrían acceso después de que se abriera la ventana corrediza y se reconociera su identidad. Además, se agregaron timbres y también se empleó un sistema de código para tratar con huéspedes problemáticos.
Cuando Lillian Walden se jubiló en 1950, el precio del servicio en el burdel era de 5 dólares. : 228  Después, las operaciones de Dumas fueron a Elinore Knott. Los Nadeao también dejaron de ser dueños del burdel en esta época. La gestión de Knott sobre los Dumas fue breve. En 1955 se suicidó después de que su amante muriera de un infarto. Cuando llegó la década de 1960, varios agentes de la policía local estaban tomando la iniciativa de cerrar las tres casas de sexo de clase alta en funcionamiento: el Hotel Victoria, el Hotel Windsor y el Dumas. : 20  Sin embargo, la Dumas no permaneció cerrada por mucho tiempo, con su próxima señora, Bonita Farren, que la operó desde 1955 hasta su muerte por cáncer en 1969. En 1970, la Dumas fue incluida en el Registro Nacional de Lugares Históricos como un "burdel victoriano" y una casa activa de prostitución. : 228  Para el año siguiente, Ruby Garret, residente local de Butte durante unos treinta años, había comprado las Dumas. Garret pagaría a los oficiales de la policía local entre 200 y 300 dólares al mes a cambio de su silencio sobre las actividades de los Dumas. : 20  Bajo Garrett, el costo de una prostituta era de 20 dólares. : 228  Sin embargo, tendría dificultades financieras, siendo acusada de evasión fiscal en 1981. El burdel Dumas se cerró al año siguiente.

## Después del cierre

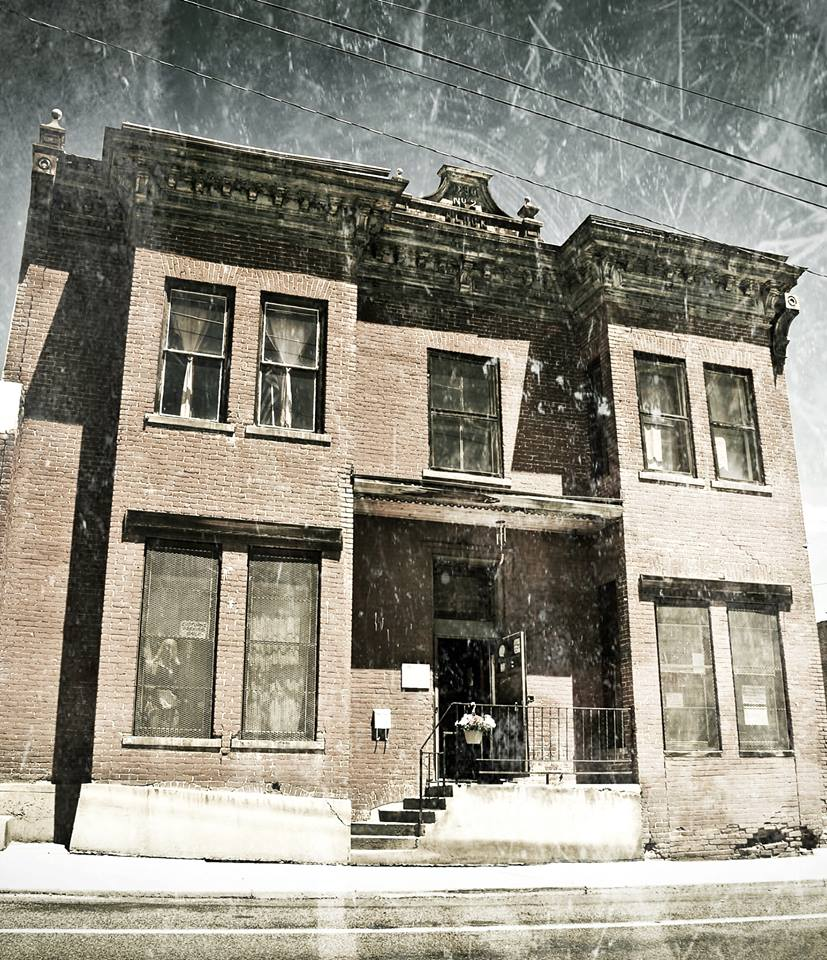
En 2013

En 1982, Ruby Garrett, la última señora de los Dumas, fue condenada por evasión de impuestos federales y cumplió seis meses de prisión. El burdel se cerró poco después, pero no antes de que se produjera un robo allí. Cuando cerró, era el burdel en funcionamiento más largo de los Estados Unidos, habiendo funcionado durante 92 años, mucho después de que se prohibiera la prostitución.
Garret vendió el Dumas a un anticuario llamado Rudy Giecek con la condición de que se conservara en su estado original. : 228  Giecek convirtió el burdel en un museo y lo operó como tal durante la mayor parte de la década de 1990. Sin embargo, en 1998 Giecek encontró dificultades financieras e intentó vender el edificio. La Fundación Internacional de Trabajadores Sexuales para el Arte, la Cultura y la Educación (ISWFACE) respondió. La ISWFACE buscó reabrir las Dumas no solo como un museo, sino también como una galería y un centro de convenciones. : 228–229  Ellen Baumler del Registro Nacional de Lugares Históricos escribió en apoyo al rescate de los Dumas que "[esto] no solo es significativo como la última casa salón en pie en esta área de Butte, sino también por su duración como un comentario raro e intacto sobre la historia social ". : 229  Algunos estaban en contra de la restauración de las Dumas, incluidas las ex prostitutas en Butte, pero la operación prosiguió, al menos hasta septiembre de 2000, cuando Giecek afirmó que la ISWFACE le debía 52 000 dólares en salarios por el trabajo realizado en las Dumas. Giecek demandó y se le concedió el salario que solicitó y sanciones adicionales. Sin embargo, el acuerdo comercial con ISWFACE se rescindió. : 229  En los años siguientes, las Dumas se subastaron dos veces porque Giecek no tenía el dinero para mantener el edificio. : 229 
A finales de mayo de 2005, Giecek estaba escoltando a un reportero del The New York Times a través de los Dumas para una entrevista cuando descubrió que habían allanado el lugar. Giecek, con pocos fondos y preocupado por su salud, había cerrado el Dumas a principios de ese mes después de que operara ofreciendo recorridos de $ 5. : 231  Después del robo, Giecek descubrió "camas desmanteladas, lámparas y obras de arte antiguas robadas y vitrinas vacías llenas de artefactos de burdeles", así como "juguetes sexuales raros" perdidos.
En junio de 2012, los Dumas se traspasaron a los nuevos propietarios, los lugareños Michael Piche y Travis Eskelson. En ese momento, sin embargo, el edificio estaba en muy mal estado; entre otras cosas, daños por agua, una pared derrumbada y ningún techo estructuralmente sólido. Los nuevos propietarios planeaban tener recorridos de verano por 8 dólares el año siguiente, pero su objetivo final era convertir a los Dumas en un alojamiento y desayuno. "Tiene que estar cerca. Tiene que estar aquí para el resto de la comunidad y las personas que quieran visitarlo ”, dijo Piche. A finales de 2013, el dúo solicitó un préstamo al organismo local de revitalización urbana en Butte. La cantidad solicitada fue de 92 000 dólares con una subvención adicional de 8750 dólares . En diciembre de 2013, las visitas guiadas todavía se ofrecían en las Dumas de forma limitada.
Rudy Giecek afirma que Dumas está perseguido por el fantasma de Elinore Knott. La autora Karen Stevens también recordó experiencias paranormales relacionadas con el burdel. Se sugiere que el fantasma de Knott es uno de varios en Dumas.